# Mas les Eroles
Mas les Eroles és una obra de la ciutat d'Oliana a la comarca de l'Alt Urgell inclosa a l'Inventari del Patrimoni Arquitectònic de Catalunya.

## Descripció
És un típic mas de la comarca de l'Alt Urgell, situat al vessant sud occidental del tossal de la creu. Està estructurat en dos pisos, cobert a dues aigües amb pissarra sobre bigues. Avui està abandonada.

## Història
El lloc de les Anoves és esmentat en documents des del 972, així com en l'acta de consagració de la Seu. Apareix també en l'acta de consagració de Sant Serni de Tavèrnoles, de 1040.
En desaparèixer les jurisdiccions senyorials al segle xix, el domini de les Anoves passà al capítol de la Seu d'Urgell.